# ناتسومي سوسيكي
ناتسومي سوسيكي (باليابانية: 夏目 漱石) ناتسومي هو اسم العائلة (9 فبراير 1867 - 9 ديسمبر 1916) هو اسم الكتابة للمؤلف ناتسومي كينونوسوكي (夏目金之助) ويعتبر أشهر كاتب روايات يابانية في فترة ميجي (1868 - 1912). من أشهر أعماله هي كوكورو، بوتشان، أنا قط، وروايته غير المكتملة الضوء والظلام. كان أيضا باحثا في الأدب البريطاني، ومؤلف شعر هايكو، شعر صيني، وقصص خيالية. استخدمت صورة سوسيكي على ورقة 1000 ين ياباني في الفترة بين عامي 1984 و2007.

## وصلات خارجية
- ناتسومي سوسيكي على موقع IMDb (الإنجليزية)
- ناتسومي سوسيكي على موقع الموسوعة البريطانية (الإنجليزية)
- ناتسومي سوسيكي على موقع ميوزك برينز (الإنجليزية)
- ناتسومي سوسيكي على موقع قاعدة بيانات الفيلم (الإنجليزية)

- مؤلفات ناتسومي سوساكي في مشروع غوتنبرغ